# Trèo cây má trắng
Trèo cây má trắng, tên khoa học Sitta leucopsis, là một loài chim trong họ Sittidae. Chúng được tìm thấy ở Afghanistan, Ấn Độ, Bhutan, Nepal, và Pakistan.